# Modelo, Tamaulipas
Modelo är en ort i Mexiko.   Den ligger i kommunen Abasolo och delstaten Tamaulipas, i den centrala delen av landet, 500 km norr om huvudstaden Mexico City. Modelo ligger 39 meter över havet och antalet invånare är 266.
Terrängen runt Modelo är huvudsakligen platt, men österut är den kuperad. Runt Modelo är det mycket glesbefolkat, med 3 invånare per kvadratkilometer. Närmaste större samhälle är Abasolo, 17,2 km nordväst om Modelo. I omgivningarna runt Modelo växer huvudsakligen savannskog.